# イトヨリダイ科
イトヨリダイ科（学名：Nemipteridae）は、スズキ目スズキ亜目に所属する魚類の分類群の一つ。イトヨリダイ・キツネウオなど、温暖な浅い海で暮らす種類を中心に5属67種が記載される。科名の由来は、ギリシア語の「nemas（より糸）」および「pteron（鰭）」から。

## 分布・生態
イトヨリダイ科の魚類はすべて海水魚で、西部太平洋からインド洋にかけての熱帯・亜熱帯域に分布する。サンゴ礁や岩礁など沿岸の浅い海で生活する種が多いが、イトヨリダイ属の一部のように200m以深の深海に分布するものもいる。
イトヨリダイ属には漁獲対象となる水産重要種が所属し、食用魚として広く利用されている。丈夫でアクアリウムでも飼育しやすいが、観賞魚としての利用は必ずしも一般的ではない。
本科魚類の食性は一般に肉食性で、小魚や底生性の頭足類・甲殻類・多毛類を主に捕食する一方、プランクトン食性の仲間もいる。ヨコシマタマガシラ属の一部は、雌性先熟による性転換を行うことが知られている。

## 形態
イトヨリダイ科の仲間は左右に平たく側扁した、いわゆる鯛型の体型をもつ。ほとんどの種は体長20cm前後で、最大種でも全長40cmに満たない。
背鰭は1つで、10本の棘条と9本の軟条で構成される。臀鰭は3棘7-8軟条で、一部の種類は尾鰭上葉がフィラメント状に細長く伸びる。眼下棚および腹鰭直下のキール状構造が明瞭。鰓条骨は6本、椎骨は24個。
本科はタイ科・フエフキダイ科との関係が近く、形態学的特徴を共有する部分が多い。イトヨリダイ科においては、他の2科には存在しないか、あるいは癒合している間在骨がよく発達している。

## 分類
イトヨリダイ科にはNelson（2016）の体系において5属67種が認められている。本稿では、FishBaseに記載される5属73種についてリストする。
本科はフエフキダイ科に最も近縁なグループと考えられており、タイ科と合わせて一つの単系統群を構成することが示唆されている。これら3科を「タイ上科 Sparoidea」としてまとめ、スズキ上科から独立させて扱う見解もある。
- イトヨリダイ属 Nemipterus

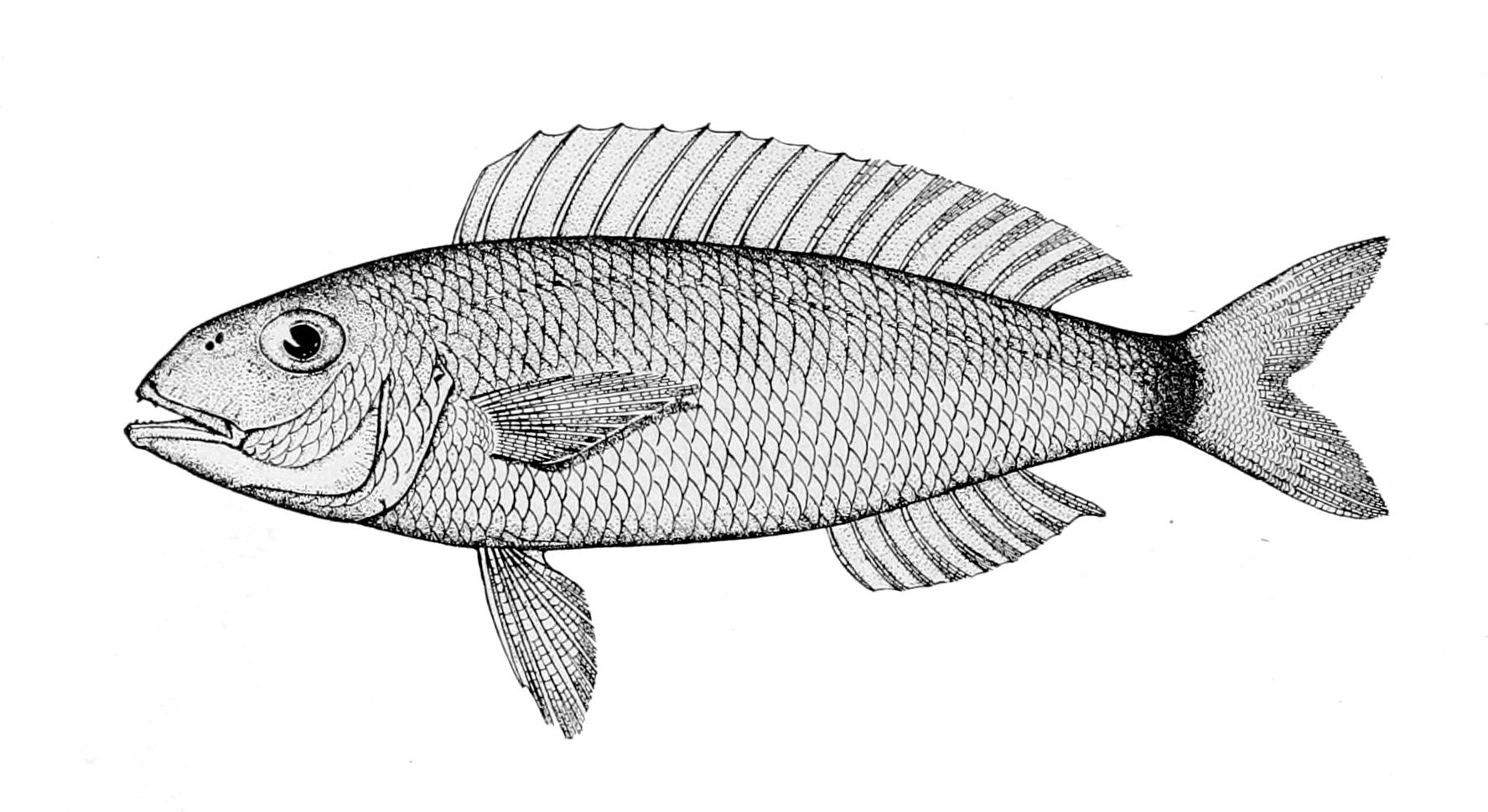
モモイトヨリ Nemipterus furcosus （イトヨリダイ属）。水深110mまでの砂泥底に生息する

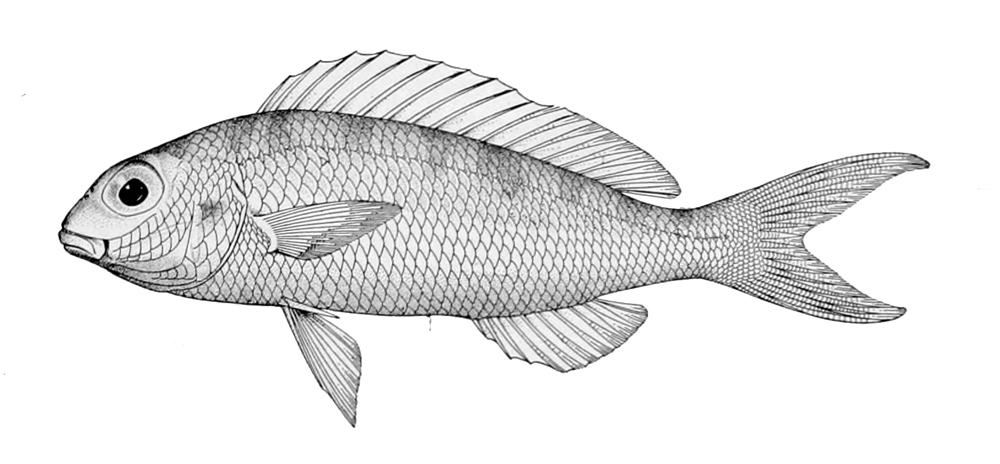
ニホンイトヨリ Nemipterus japonicus （イトヨリダイ属）。沿岸で大きな群れを作るなど資源量が豊富で、漁業対象種となっている

  - イトヨリダイ Nemipterus virgatus
  - ソコイトヨリ Nemipterus bathybius
  - トンキンイトヨリ Nemipterus thosaporni
  - ニジイトヨリ Nemipterus hexodon
  - ニホンイトヨリ Nemipterus japonicus
  - ヒメイトヨリ Nemipterus zysron
  - ヒライトヨリ Nemipterus aurorus
  - モモイトヨリ Nemipterus furcosus
  - Nemipterus aurifilum
  - Nemipterus balinensis
  - Nemipterus balinensoides
  - Nemipterus bipunctatus
  - Nemipterus celebicus
  - Nemipterus gracilis
  - Nemipterus isacanthus
  - Nemipterus marginatus
  - Nemipterus mesoprion
  - Nemipterus nematophorus
  - Nemipterus nematopus
  - Nemipterus nemurus
  - Nemipterus peronii
  - Nemipterus randalli
  - Nemipterus tambuloides
  - Nemipterus theodorei
  - Nemipterus vitiensis

- キツネウオ属 Pentapodus

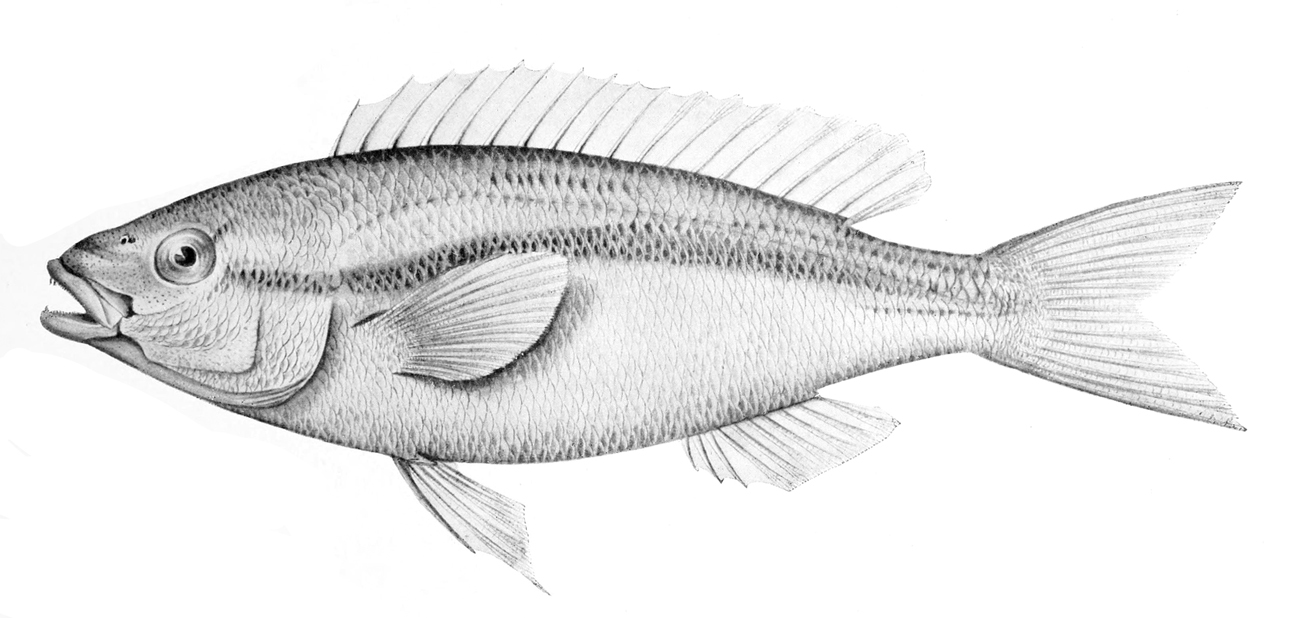
イレズミキツネウオ（Pentapodus vitta）。主に藻場や岩礁で生活する

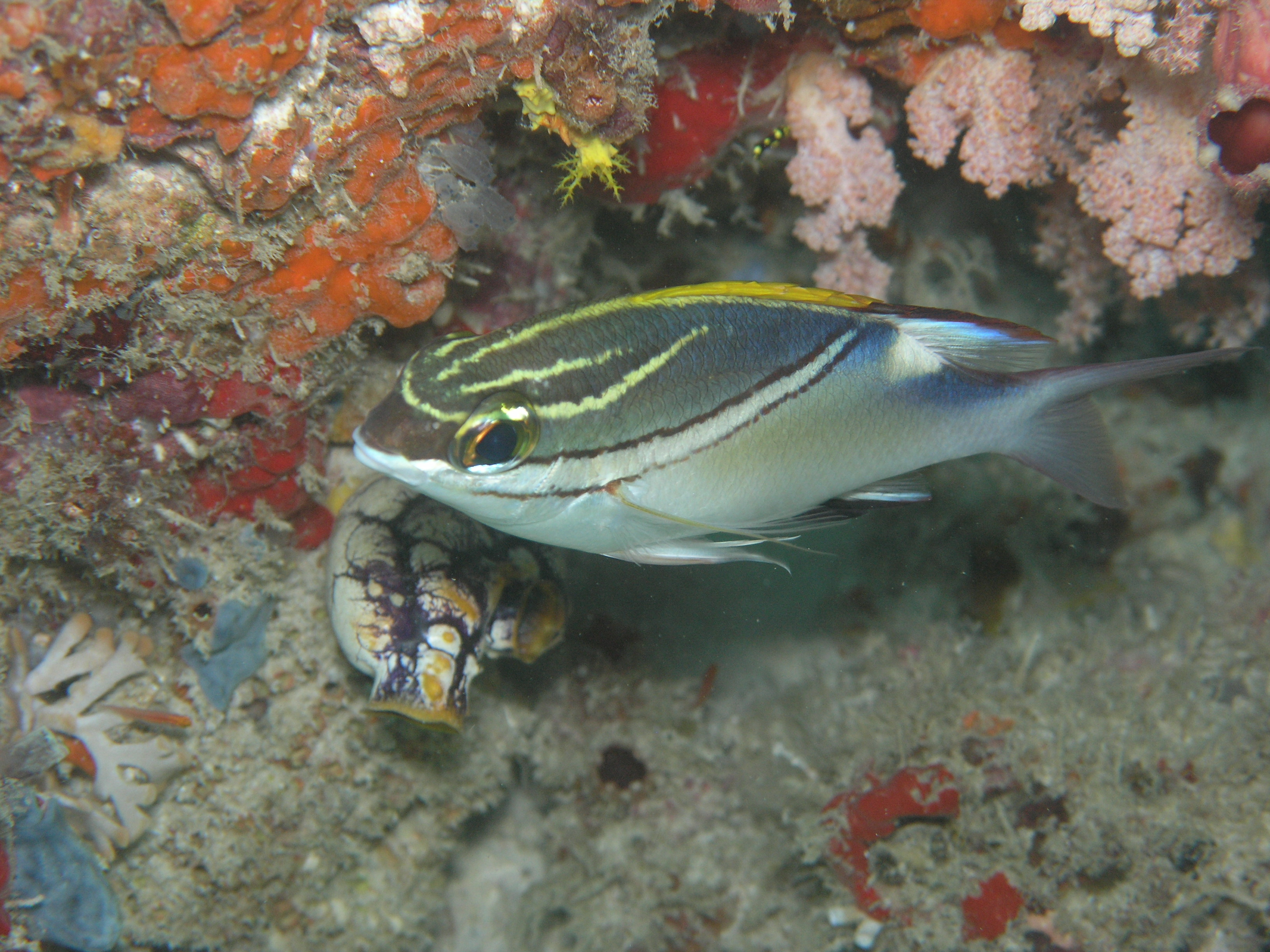
フタスジタマガシラ Scolopsis bilineata （ヨコシマタマガシラ属）。斜めに走行した白色の帯が成魚の特徴。未成魚は黄色と黒色の縦縞をもつ

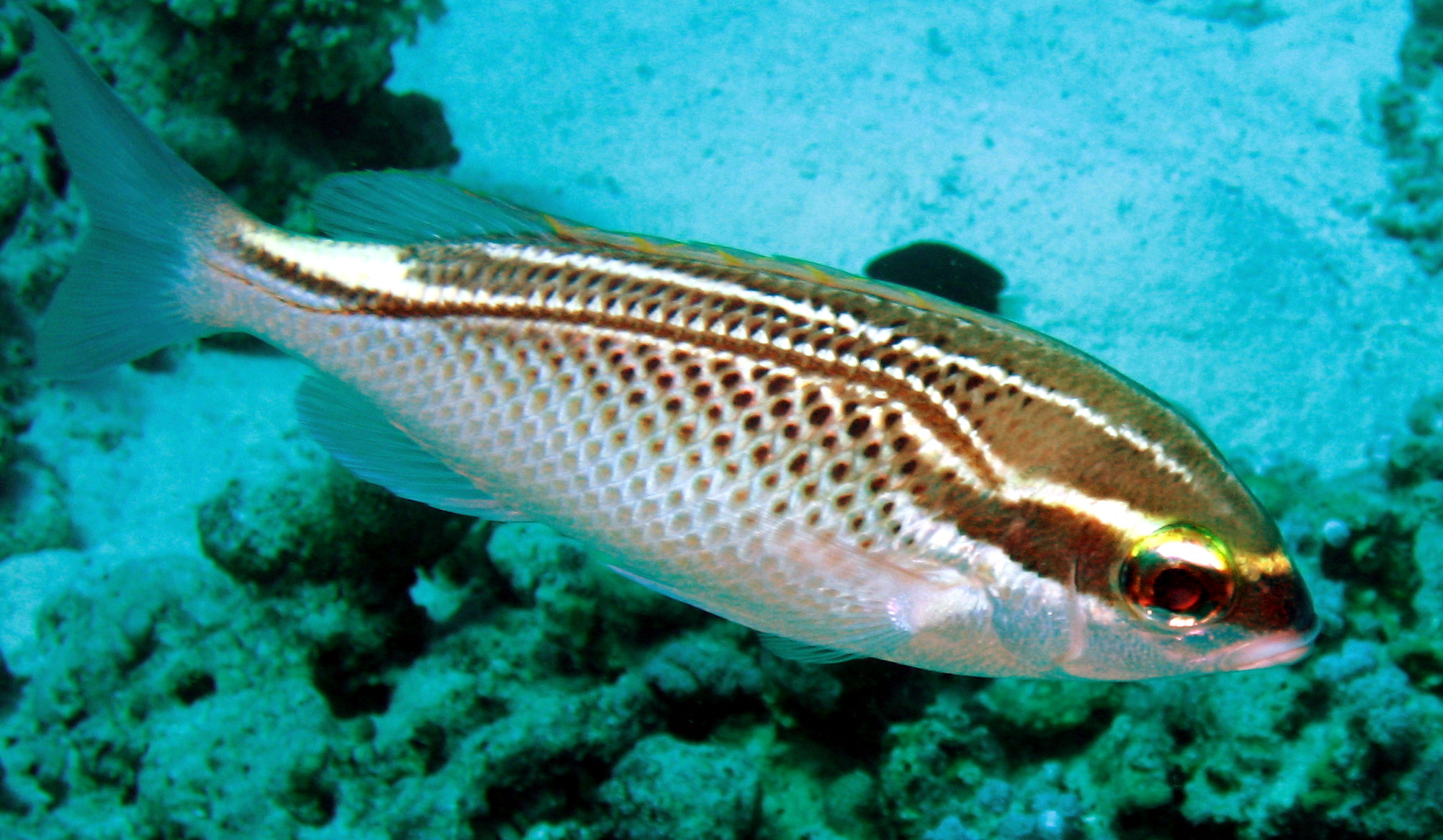
Scolopsis ghanam （ヨコシマタマガシラ属）。主にインド洋から知られる食用魚

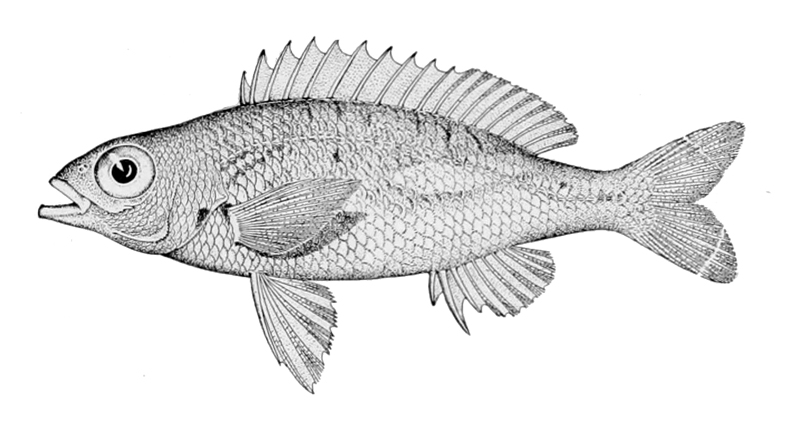
カメンタマガシラ Scolopsis xenochrous （ヨコシマタマガシラ属）。インド太平洋に幅広く分布し、日本では沖縄島付近から報告がある

  - イトタマガシラ Pentapodus nagasakiensis
  - キツネウオ Pentapodus caninus
  - ヤクシマキツネウオ[4] Pentapodus aureofasciatus
  - Pentapodus bifasciatus
  - Pentapodus emeryii
  - Pentapodus numberii
  - Pentapodus paradiseus
  - Pentapodus porosus
  - Pentapodus setosus
  - Pentapodus trivittatus
  - Pentapodus vitta
- タマガシラ属 Parascolopsis
  - アカタマガシラ Parascolopsis akatamae
  - エンビアカタマガシラ Parascolopsis eriomma [5]
  - キスジタマガシラ Parascolopsis tosensis
  - タマガシラ Parascolopsis inermis
  - Parascolopsis aspinosa
  - Parascolopsis baranesi
  - Parascolopsis boesemani
  - Parascolopsis capitinis
  - Parascolopsis melanophrys
  - Parascolopsis qantasi
  - Parascolopsis rufomaculatus
  - Parascolopsis tanyactis
  - Parascolopsis townsendi
- ヨコシマタマガシラ属 Scolopsis
  - カメンタマガシラ Scolopsis xenochrous
  - シンジュタマガシラ Scolopsis margaritifera
  - タイワンタマガシラ Scolopsis vosmeri
  - ハクセンタマガシラ Scolopsis ciliata
  - ヒトスジタマガシラ Scolopsis monogramma
  - ヒメタマガシラ Scolopsis affinis
  - フタスジタマガシラ Scolopsis bilineata
  - ヨコシマタマガシラ Scolopsis lineata
  - Scolopsis aurata
  - Scolopsis bimaculata
  - Scolopsis frenata
  - Scolopsis ghanam
  - Scolopsis taeniata
  - Scolopsis taenioptera
  - Scolopsis temporalis
  - Scolopsis trilineata
- Scaevius 属
  - Scaevius milii